# 宗女
宗女（そうじょ）は、同宗（一族・血縁・姓）の女性、特に世継ぎとされる女性を指す言葉。

## 解説
日本史では、台与が邪馬台国の女王卑弥呼の宗女であると魏志倭人伝にある。卑弥呼は未婚であったとされ、実子とは限らない。